# Dicranomyia pentadactyla
Dicranomyia pentadactyla är en tvåvingeart som först beskrevs av Alexander 1964.  Dicranomyia pentadactyla ingår i släktet Dicranomyia och familjen småharkrankar. Inga underarter finns listade i Catalogue of Life.